# Rubus riddelsdellii
Rubus riddelsdellii är en rosväxtart som beskrevs av Rilstone. Rubus riddelsdellii ingår i släktet rubusar, och familjen rosväxter. Inga underarter finns listade i Catalogue of Life.